# Brian McTernan
Brian McTernan es un productor musical que ha trabajado con varias bandas de rock independientes. El productor tiene su estudio, Salad Days, en Baltimore, Maryland. Fue cantante de la banda de hardcore Battery y guitarrista en Ashes. Sus hermanos también son músicos: Mike McTernan fue el cantante de una banda llamada Damnation A.D. y actualmente es el cantante de When Tigers Fight; su hermano Peter fue el batería de la banda Good Clean Fun.

## Álbumes como productor
| Año  | Banda                   | Álbum                                 | Sello                               | Notas                                                            |
| ---- | ----------------------- | ------------------------------------- | ----------------------------------- | ---------------------------------------------------------------- |
| 1995 | Converge                | Caring and Killing                    | Hydra Head Records                  |                                                                  |
| 1995 | Texas is the Reason     | Texas is the Reason                   | Revelation Records                  | EP                                                               |
| 1995 | Frodus                  | F-letter                              | Double Duece Records                |                                                                  |
| 1996 | Converge                | Petitioning the Empty Sky             | Equal Vision Records                | EP                                                               |
| 1997 | The Ducky Boys          | No Gettin Out                         | GMM Records                         |                                                                  |
| 1997 | 30 Seconds Over Tokyo   | All Ages Pie Eating Contest           | Beer City Records                   | EP                                                               |
| 1997 | Cast Iron Hike          | Watch It Burn                         | Victory Records                     |                                                                  |
| 1998 | In My Eyes              | The Difference Between                | Revelation Records                  |                                                                  |
| 1998 | Cave In                 | Beyond Hypothermia                    | Hydra Head                          |                                                                  |
| 1999 | Snapcase                | Snapcase vs. Boysetsfire              | Equal Vision Records                | Las canciones de Boysetsfire fueron producidas por Morgan Walker |
| 1999 | Piebald                 | When Life Hands You Lemons            | Hydra Head                          |                                                                  |
| 1999 | Frodus                  | And We Washed Our Weapons In The Sea  | Fueled By Ramen                     |                                                                  |
| 2000 | The Explosion           | Flash Flash Flash                     | Jade Tree Records                   |                                                                  |
| 2000 | Cave In                 | Jupiter                               | Hydra Head                          |                                                                  |
| 2000 | Darkest Hour            | The Mark of the Judas                 | MIA Records                         |                                                                  |
| 2000 | The Movielife           | This Time Next Year                   | Revelation Records                  |                                                                  |
| 2001 | Fairweather             | If They Move... Kill Them             | Equal Vision                        |                                                                  |
| 2001 | Strike Anywhere         | Change is a Sound                     | Jade Tree Records                   |                                                                  |
| 2001 | Jersey                  | Definition                            | Fueled By Ramen                     |                                                                  |
| 2001 | Hot Water Music         | A Flight and a Crash                  | Epitaph Records                     |                                                                  |
| 2001 | The Movielife           | Has a Gambling Problem                | Drive-Thru Records                  | EP                                                               |
| 2002 | Thrice                  | The Illusion of Safety                | Sub City                            |                                                                  |
| 2002 | Snapcase                | End Transmission                      | Victory Records                     |                                                                  |
| 2002 | Hot Water Music         | Caution                               | No Idea                             |                                                                  |
| 2002 | Recover                 | Ceci n'est pas recover                | Fiddler Records                     | EP                                                               |
| 2002 | Hot Rod Circuit         | Sorry About Tomorrow                  | Vagrant Records                     |                                                                  |
| 2003 | Snapcase                | Bright Flashes                        | Victory Records                     |                                                                  |
| 2003 | Strike Anywhere         | Exit English                          | Jade Tree                           | Coproducido por Strike Anywhere                                  |
| 2003 | The Movielife           | Forty Hour Train Back to Penn         | Drive-Thru Records, MCA             |                                                                  |
| 2003 | Thrice                  | The Artist in the Ambulance           | Island Records                      |                                                                  |
| 2004 | Hot Water Music         | The New What Next                     | Epitaph Records                     |                                                                  |
| 2004 | Moments In Grace        | Moonlight Survived                    | Atlantic Records/Salad Days Records |                                                                  |
| 2005 | Thrice                  | If We Could Only See Us Now           | Island Records                      | EP de caras B y actuaciones en vivo, incluye DVD                 |
| 2005 | June                    | If You Speak Any Faster               | Victory Records                     |                                                                  |
| 2005 | Biology                 | Making Moves                          | Vagrant                             |                                                                  |
| 2005 | Scary Kids Scaring Kids | The City Sleeps In Flames             | Immortal Records                    |                                                                  |
| 2005 | Circa Survive           | Juturna                               | Equal Vision Records                |                                                                  |
| 2005 | The Loved Ones          | Loved Ones                            | Jade Tree                           | EP                                                               |
| 2006 | Darkest Hour            | So Sedated, So Secure (relanzamiento) | Victory Records                     |                                                                  |
| 2006 | Strike Anywhere         | Dead FM                               | Fat Wreck Chords                    |                                                                  |
| 2006 | The Draft               | In a Million Pieces                   | Epitaph Records                     |                                                                  |
| 2006 | The Loved Ones          | Keep Your Heart                       | Fat Wreck Chords                    |                                                                  |
| 2006 | YouInSeries             | Outside We Are Fine                   | Equal Vision Records                |                                                                  |
| 2006 | Moneen                  | The Red Tree                          | Vagrant Records                     |                                                                  |
| 2006 | Roses Are Red           | What Became Of Me                     | Trustkill Records                   |                                                                  |
| 2006 | Senses Fail             | Still Searching                       | Vagrant Records                     |                                                                  |
| 2007 | The Graduate            | Anhedonia                             | Icon Records                        |                                                                  |
| 2007 | From Autumn to Ashes    | Holding A Wolf By The Ears            | Vagrant Records                     |                                                                  |
| 2007 | Circa Survive           | On Letting Go                         | Equal Vision Records                |                                                                  |
| 2007 | Hidden In Plain View    | Resolution                            | Drive-Thru Records                  |                                                                  |
| 2007 | The Bled                | Silent Treatment                      | Vagrant Records                     |                                                                  |
| 2007 | Thee Armada             | EP Singles                            | Foundation Recordings               | EP                                                               |
| 2008 | Destroy the Runner      | I, Lucifer                            | Solid State Records                 |                                                                  |
| 2008 | Everlea                 | Everlea                               | Glassnote Records                   |                                                                  |
| 2008 | Sky Eats Airplane       | Sky Eats Airplane                     | Equal Vision Records                |                                                                  |
| 2008 | Senses Fail             | Life is Not a Waiting Room            | Vagrant Records                     |                                                                  |
| 2008 | Irrelevant              | New Guilt                             | Resist Records                      |                                                                  |
| 2008 | Insite                  | Esperando A Que Amanezca              | Movic Records                       |                                                                  |
| 2009 | Flood of Red            | Leaving Everything Behind             | Dark City Records                   |                                                                  |
| 2009 | The Loved Ones          | Distractions                          | Fat Wreck Chords                    | EP                                                               |
| 2009 | Darkest Hour            | The Eternal Return                    | Victory Records                     |                                                                  |
| 2009 | The Sleeping            | What It Takes                         | Victory Records                     |                                                                  |
| 2009 | Port Amoral             | Villains                              | Roadrunner Records                  |                                                                  |
| 2009 | This Time Next Year     | Road Maps & Heart Attacks             | Equal Vision Records                |                                                                  |
| 2009 | Harvard                 | The Inevitable and I                  | Enjoy The Ride Records              |                                                                  |
| 2009 | Life On Repeat          | As I Grew                             | Equal Vision Records                |                                                                  |
| 2010 | We Are The Ocean        | Cutting Our Teeth                     | Hassle Records                      |                                                                  |
| 2010 | Emarosa                 | Emarosa                               | Rise Records                        |                                                                  |
| 2010 | House Vs. Hurricane     | Perspectives                          | Shock Records                       |                                                                  |
| 2010 | The Graduate            | Only Every Time                       | Razor and Tie                       |                                                                  |
| 2010 | In Fear and Faith       | Imperial                              | Rise Records                        |                                                                  |
| 2010 | Senses Fail             | The Fire                              | Vagrant Records                     |                                                                  |
| 2011 | Set Your Goals          | -                                     | Epitaph Records                     |                                                                  |
| 2011 | Balance And Composure   | -                                     | No Sleep Records                    |                                                                  |
| 2012 | División Minúscula      | División                              | Universal Music de México           |                                                                  |
| 2014 | Emarosa                 | Versus                                | Rise Records                        |                                                                  |
| 2015 | Turnstile               | Nonstop Feeling                       | Reaper Records                      |                                                                  |
| 2020 | Be Well                 | The Weight and the Cost               | Equal Vision Records                |                                                                  |